# Fiat Sedici
De Fiat Sedici (uitspraak: see-die-tsjie) is een kleine SUV van het Italiaanse automerk Fiat. Deze middenklassewagen met vierwielaandrijving is ontworpen door het Turijnse merk in samenwerking met het Japanse Suzuki. De benaming "Sedici" (letterlijk "zestien") is een woordspel met de aanduiding "4X4", die vaak gebruikt wordt voor voertuigen met vierwielaandrijving: "4x4=16".
De Fiat Sedici wordt op dezelfde productieband gemaakt als de Suzuki SX4, die op hetzelfde onderstel staat. De productie vindt plaats in de Suzuki-fabriek van Esztergom (Hongarije) en is voorzien op ongeveer 60.000 exemplaren per jaar.
Deze wagen is ontworpen door Giorgetto Giugiaro en in productie gegaan op het einde van 2005. Enkele maanden na zijn voorstelling op het Autosalon van Bologna is de Sedici gebruikt als officiële auto van de Olympische Winterspelen van Turijn (de thuisstad van Fiat).
De Sedici is beschikbaar met een 1.6 benzinemotor van 107 pk (79 kW) van Suzuki-makelij en een 1.9 Multijet dieselmotor met 120 pk (88 kW) van Fiat-makelij.
Huidige modellen: 
124 Spider ·
500 ·
500e ·
500L ·
500X ·
600 ·
Aegea ·
Argo ·
Cronos · 
Doblò · 
Ducato ·
Fiorino ·
Fullback ·
Linea ·
Palio · 
Panda · 
Punto · 
Qubo ·
Scudo · 
Siena ·
Strada ·
Tipo · 
Ulysse
Historische modellen na de Tweede Wereldoorlog: 
124 · 
125 · 
126 · 
127 · 
128 · 
130 · 
131 · 
132 · 
133 · 
147 · 
148 · 
242 ·
500 ·
600 · 
600 Multipla · 
850 · 
1100 · 
1200 · 
1300/1500 · 
1400/1900 · 
1800/2100 · 
2300 · 
Albea ·
Argenta · 
Barchetta · 
Bianchina ·
Bravo · 
Brío · 
Campagnola · 
Cinquecento · 
Coupé · 
Croma · 
Dino · 
Duna · 
Elba ·
Fiorino ·
Freemont ·
Grande Punto ·
Idea ·
Marea · 
Marengo · 
Mod 5 · 
Multipla · 
Oggi · 
Panorama · 
Penny · 
Prêmio · 
Regata · 
Ritmo · 
Sedici ·
Seicento · 
Spazio · 
Stilo ·
Talento · 
Tempra · 
Tipo · 
Turbina · 
Uno · 
Vivace · 
X1/9
Historische modellen voor de Tweede Wereldoorlog: 
1 · 
1T · 
10 HP · 
12 HP · 
24 HP · 
2B Torpedo · 
4 HP · 
501 · 
502 · 
503 · 
505/507 · 
508 · 
509 · 
510/512 · 
514 · 
515 · 
518 · 
519 · 
520 · 
521 · 
522 · 
524 · 
525 · 
527 · 
60 HP · 
70 · 
801 · 
1100 · 
1500 · 
2800 · 
Brevetti · 
Laundolet · 
Modello O · 
Tipo 2 · 
Tipo Torpedo · 
Topolino · 
Zero